# جان دومينيك سينارد
جان دومينيك سينارد (من مواليد 7 مارس 1953) هو صناعي فرنسي يعمل في صناعة السيارات. في 11 مايو 2012، خلف ميشيل رولييه في منصب الرئيس التنفيذي لشركة ميشلان بعد انضمامه إلى الشركة في منصب المدير المالي في 2005. سينارد هو أول رئيس تنفيذي ميشلان لا ينتمي لعائلة ميشلان.  في 24 يناير 2019، انتخب مجلس إدارة شركة رينو سينارد رئيسًا للشركة. 

## النشأة
سينارد هو ابن دبلوماسي فرنسي عمل في العديد من السفارات حول العالم. تلقى سلفه جول ألكسندر بنيامين سينارد (1848-1928) لقب النبالة البابوية.  عندما كان طفلاً، انضم جان دومينيك سينارد إلى جوقة فرقة باريس بويز،  حيث تلقى تدريبًا على الموسيقى الكلاسيكية في باريس حيث أكمل تعليمه بدرجة الماجستير في القانون، قبل أن يبدأ صعوده عبر رتب الشركات الفرنسية الرائدة. 

## مسيرته المهنية

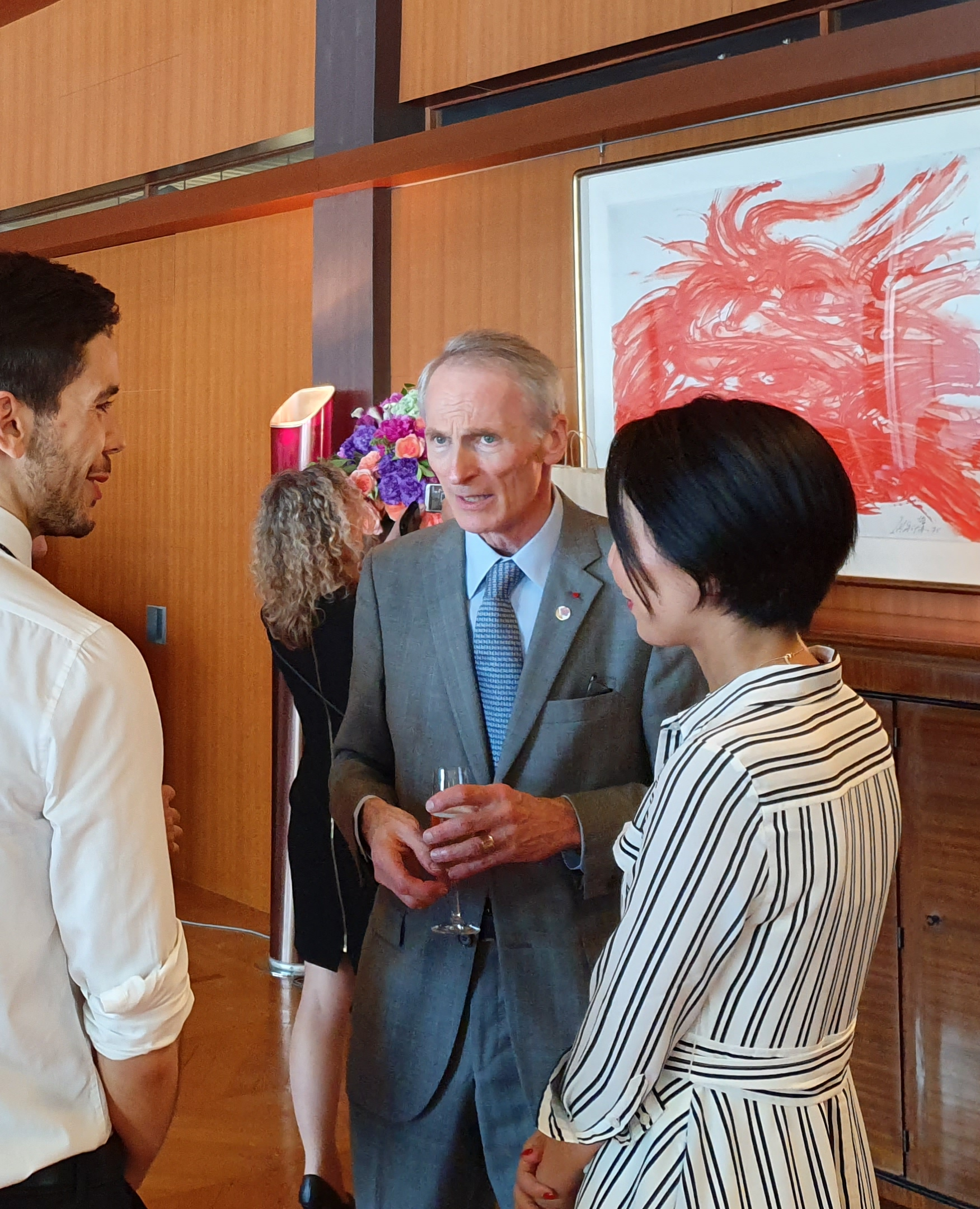
جان دومينيك سينارد في اليابان قبل قمة مجموعة العشرين في أوساكا 2019

بدأ سينارد حياته المهنية بالعديد من وظائف الإدارة المالية والتشغيلية في شركة النفط توتال بين عامي 1979 و1987. في عام 1987، انضم إلى إدارة خزانة سان جوبان. في فبراير 1988، تم تعيينه نائبًا للمدير - ثم مديرًا في يناير 1991.  ثم انتقل بعد ذلك إلى مجموعة مواد البناء سان جوبان حيث مكث لمدة تسع سنوات قبل أن ينضم إلى تكتل الألمنيوم بشيني عام 1996 كمدير مالي وعضو في لجنتها التنفيذية. عندما أطلقت شركة التعدين ألكان عرضًا للاستحواذ على بسينيفي عام 2003، تم تعيين سينارد رئيسًا وأصبح عضوًا في اللجنة التنفيذية لشركة ألكان. 
في مارس 2005، انضم سينارد إلى ميشلان كمدير مالي وعضو في المجلس التنفيذي. تم تعيينه في منصب الشريك الإداري للمجموعة في مايو 2007. ثم شغل بعد ذلك منصب رئيس الشؤون المالية والخدمات القانونية والخطط والنتائج. 
أعلنت ميشلان في نوفمبر 2014 أن سينارد سيستمر كشريك عام إداري للشركة بعد اجتماع مجلس إدارة الشركة في 6 أكتوبر 2014. تم تجديد فترة ولايته لمدة أربع سنوات وستنتهي في النصف الأول من عام 2019 ، في ختام الاجتماع السنوي للمساهمين. 
في 24 يناير 2019، عقب استقالة كارلوس غصن من منصب رئيس شركة رينو، تم تعيين جان دومينيك سينارد الرئيس التنفيذي الجديد لتحالف رينو - نيسان - ميتسوبيشي.  قرار رحب به وزير الاقتصاد الفرنسي برونو لومير، الذي يعتقد أنه سيكون «رئيسًا ممتازًا لشركة رينو». 

## المواقف السياسية
سينارد من أشد المؤيدين للرئيس الفرنسي إيمانويل ماكرون. 